# Priscilla Lane
Priscilla Lane, född Priscilla Mullican den 12 juni 1915 i Indianola i Iowa, död 4 april 1995 i Andover i Massachusetts, var en amerikansk skådespelare. Lane är främst känd för sina roller i filmerna Då lagen var maktlös (1939) mot James Cagney och Humphrey Bogart, Alfred Hitchcock-filmen Sabotör (1942), där hon spelar hjältinnan och Arsenik och gamla spetsar (1944), där hon spelar Cary Grants fästmö.

## Filmografi
- 1937 – Studentparaden
- 1938 – Love, Honor and Behave
- 1938 – Men Are Such Fools
- 1938 – Cowboy from Brooklyn
- 1938 – Fyra döttrar
- 1938 – Brother Rat
- 1938 – Swingtime in the Movies (kortfilm, ej krediterad)
- 1939 – Yes, My Darling Daughter
- 1939 – Den oväntade gästen
- 1939 – Ungdom i fara
- 1939 – Då lagen var maktlös
- 1939 – Fyra fruar
- 1940 – Brother Rat and a Baby
- 1940 – 3 Cheers for the Irish
- 1941 – Four Mothers
- 1941 – Million Dollar Baby
- 1941 – Blues in the Night
- 1942 – Sabotör
- 1942 – Spelet om en kvinna
- 1943 – The Meanest Man in the World
- 1944 – Arsenik och gamla spetsar
- 1947 – Fun on a Week-End
- 1948 – Polisalarm